# Münstertal/Schwarzwald
Münstertal/Schwarzwald è un comune tedesco di 5 243 abitanti, situato nel land del Baden-Württemberg.